# 데이비드 보렌
데이비드 라일 보렌(David Lyle Boren, 1941년 4월 21일 ~ 2025년 2월 20일)는 미국의 정치인이다.

## 학력
- 예일 대학교 인문사회 학사
- 베일리얼 칼리지 철학 석사
- 오클라호마 대학교 법무박사

## 경력
- 1967.01 ~ 1974.11 제31·32·33·34대 오클라호마 제28선거구 하원의원
- 1975.01 ~ 1979.01 제21대 오클라호마 주지사
- 1979.01 ~ 1994.11 제96·97·98·99·100·101·102·103대 오클라호마 연방상원의원
- 1987.01 ~ 1993.01 제5대 미국 상원 정보위원회 위원장
- 1994.12 ~ 2018.06 제13대 오클라호마 대학교 총장
- 2009.10 ~ 2013.02 대통령 직속 정보 자문 위원회 의장

## 역대 선거 결과
| 선거명      | 직책명                           | 대수  | 정당   | 득표율 | 득표수    | 결과 | 당락                       |
| ----------- | -------------------------------- | ----- | ------ | ------ | --------- | ---- | -------------------------- |
| 1966년 선거 | 하원의원 (오클라호마 제28선거구) | 31대  | 민주당 | 0%     | 표        | 1위  | 오클라호마 주의원 당선     |
| 1968년 선거 | 하원의원 (오클라호마 제28선거구) | 32대  | 민주당 | 0%     | 표        | 1위  | 오클라호마 주의원 당선     |
| 1970년 선거 | 하원의원 (오클라호마 제28선거구) | 33대  | 민주당 | 0%     | 표        | 1위  | 오클라호마 주의원 당선     |
| 1972년 선거 | 하원의원 (오클라호마 제28선거구) | 34대  | 민주당 | 0%     | 표        | 1위  | 오클라호마 주의원 당선     |
| 1974년 선거 | 오클라호마 주지사                | 21대  | 민주당 | 63.91% | 514,389표 | 1위  | 오클라호마 주지사 당선     |
| 1978년 선거 | 상원의원 (오클라호마 제2부)      | 96대  | 민주당 | 65.49% | 493,953표 | 1위  | 오클라호마주 상원의원 당선 |
| 1984년 선거 | 상원의원 (오클라호마 제2부)      | 99대  | 민주당 | 75.64% | 906,131표 | 1위  | 오클라호마주 상원의원 당선 |
| 1990년 선거 | 상원의원 (오클라호마 제2부)      | 102대 | 민주당 | 83.18% | 735,684표 | 1위  | 오클라호마주 상원의원 당선 |